# Turistická značená trasa 8630
 Turistická značená trasa č. 8630 měří 15,5 km; spojuje Turčianské Teplice a rozcestí Košiarisko v západní části pohoří Velké Fatry na Slovensku.

## Průběh trasy
Z Turčianských Teplic trasa vede zástavbou za obci Háj, poté začne zalesněným terénem nastoupávat nad obec Čremošné a vzápětí opět klesá do Žarnovické doliny. Tou pokračuje mírným stoupáním po zpevněné cestě až k rozcestí Kostolec. Odtud prudce stoupá lesním, místy lehce skalním terénem až do malého sedla na hřebenu vrchu Košiariska, za kterým po příkrém, ale krátkém klesání končí a navazuje na  turistickou značenou trasu 0801 (Cestu hrdinov SNP).
| Km   | Místo                | Navazující a křižující trasy   | Souřadnice                       | Nadm. výška  |
| ---- | -------------------- | ------------------------------ | -------------------------------- | ------------ |
| 0,0  | Turčianské Teplice   | 5630                           | 48°51′45″ s. š., 18°51′14″ v. d. | 508 m n. m.  |
| 2,5  | Háj                  |                                | 48°51′44″ s. š., 18°52′53″ v. d. | 509 m n. m.  |
| 5,7  | Čremošniarske lazy   | 2719                           | 48°51′0″ s. š., 18°55′4″ v. d.   | 785 m n. m.  |
| 7,9  | Kopka                |                                | 48°51′26″ s. š., 18°56′28″ v. d. | 663 m n. m.  |
| 10,6 | Ústie Veľkej Skalnej | 2720                           | 48°51′42″ s. š., 18°58′31″ v. d. | 707 m n. m.  |
| 14,2 | Kostolec             |                                | 48°52′12″ s. š., 19°0′33″ v. d.  | 895 m n. m.  |
| 15,5 | Košiarisko           | 0801 (Cesta hrdinov SNP), 5435 | 48°52′24″ s. š., 19°1′32″ v. d.  | 1220 m n. m. |

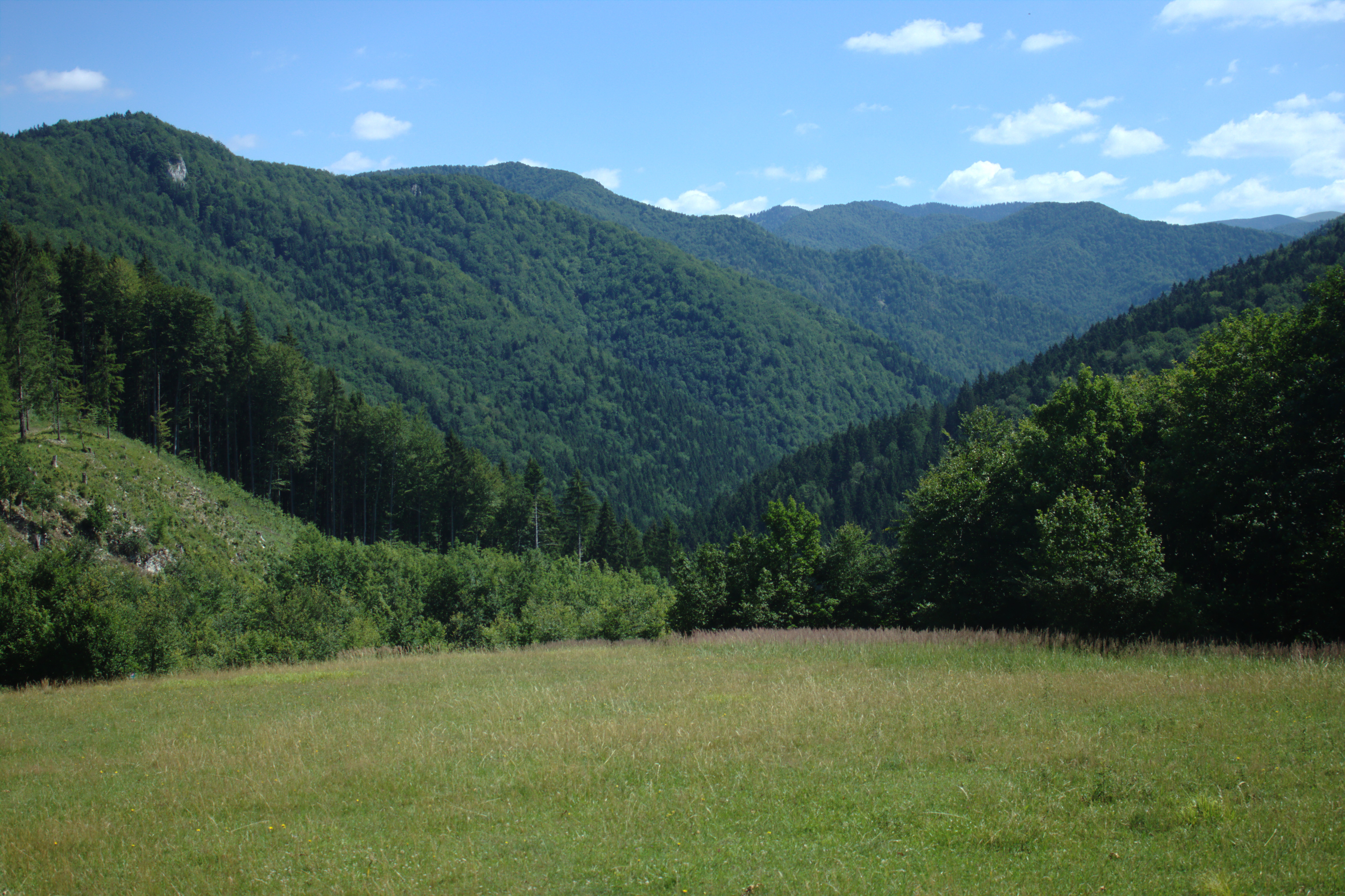
Čremošné, Žarnovická dolina
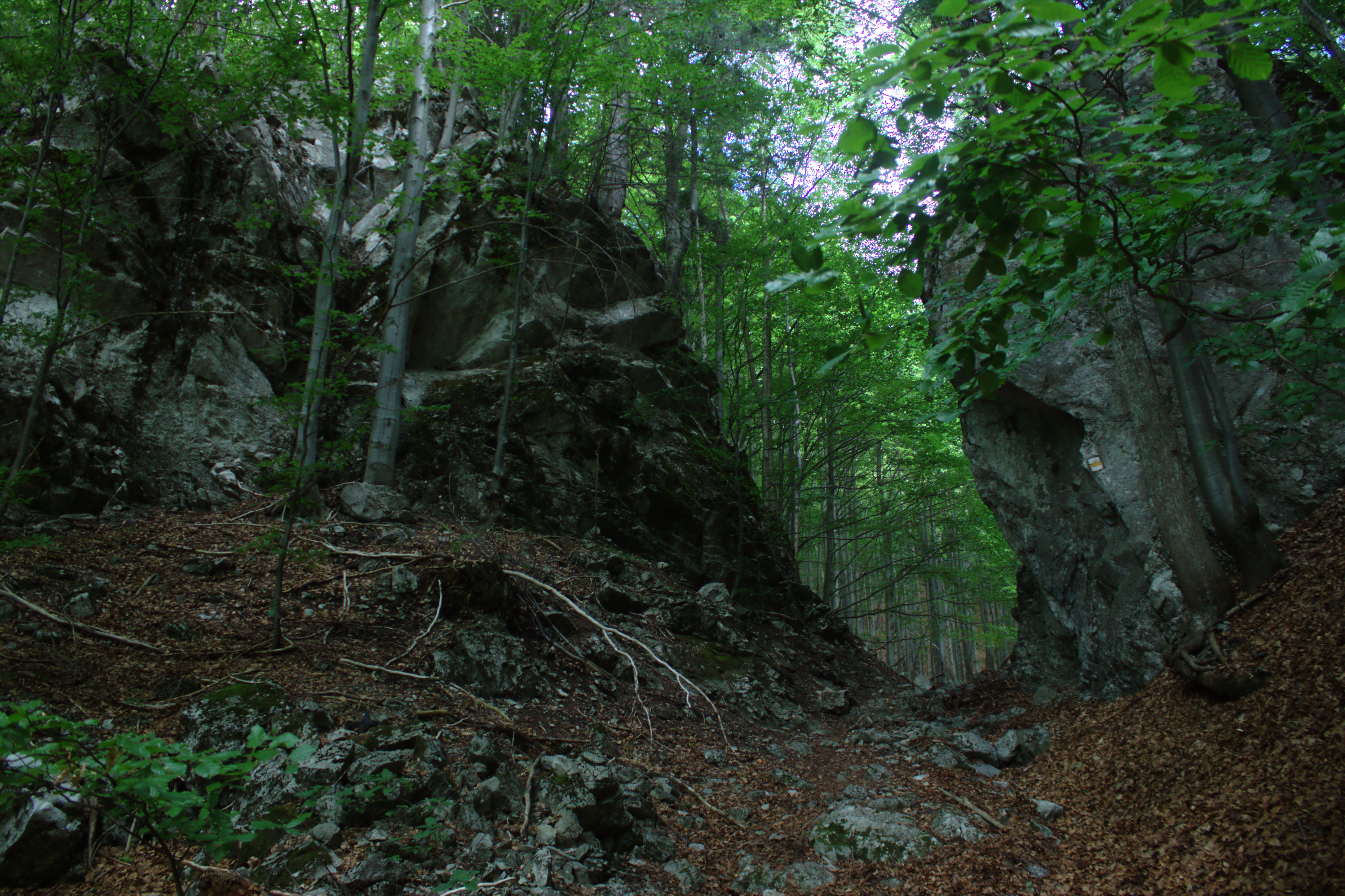
cesta na Košiarisko
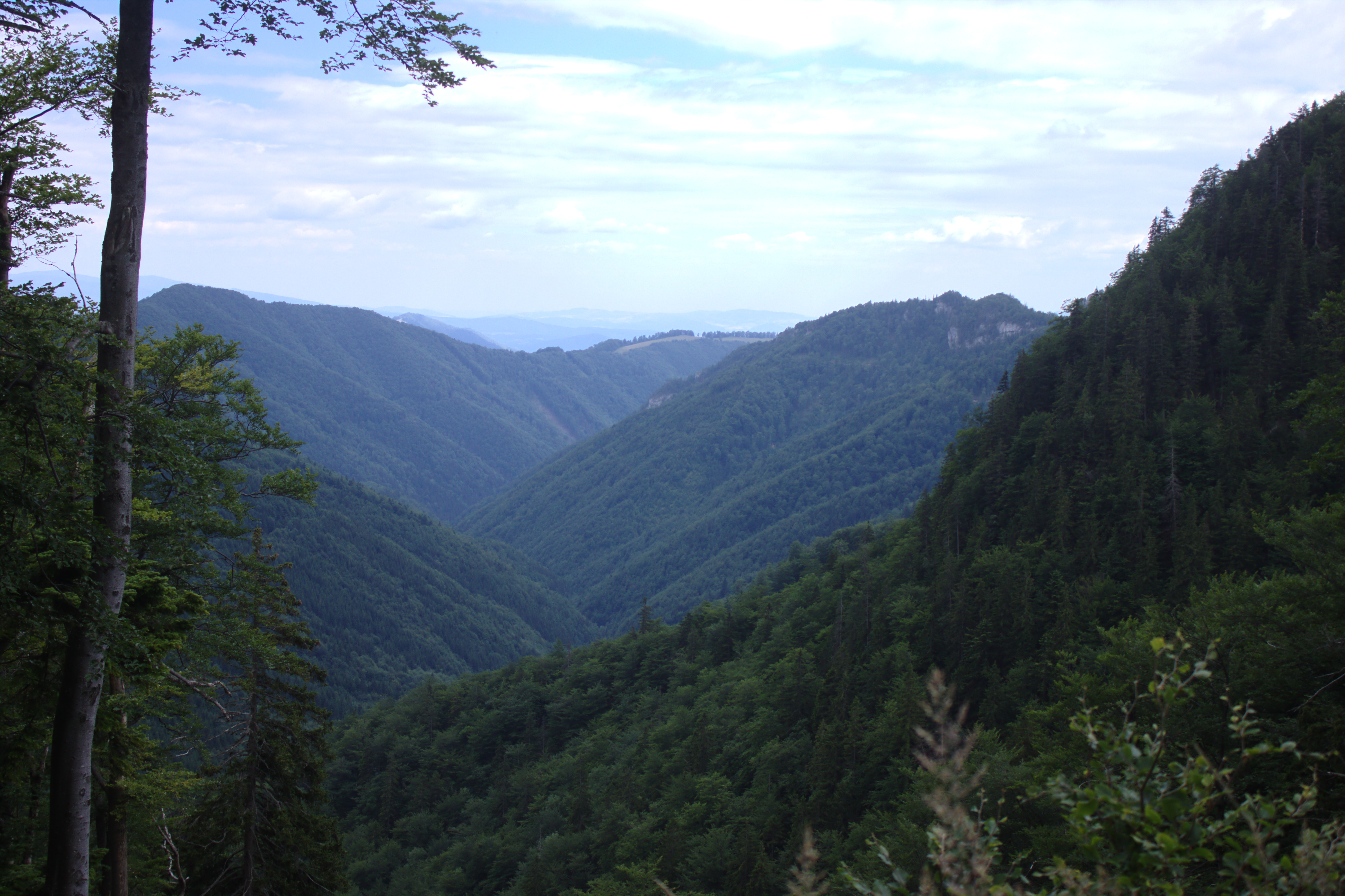
výhled z Košiariska